# Centro spaziale di Taiyuan
Il cosmodromo di Taiyuan (TSLC) (in cinese: 太原卫星发射中心; pinyin: Tàiyuán Wèixīng Fāshè Zhōngxīn) è uno spazioporto cinese. È situato nella contea di Kelan, nella provincia cinese di Shanxi ed è il secondo di tre siti di lancio progettati nel marzo 1966 e diventati pienamente operativi nel 1968. Taiyuan si trova ad un'altitudine di 1500 metri ed il suo clima asciutto ne fanno un ideale sito di lancio. I servizi segreti statunitensi chiamano questo cosmodromo Wuzhai Missile and Space Test Centre nonostante la città di Wuzhai si trovi ad una considerevole distanza da esso.
Il sito è usato principalmente per il lancio di satelliti meteorologici, satelliti per la ricerca terrestre e satelliti scientifici con alcuni vettori Lunga Marcia in orbite geosincrone. Il cosmodromo di Taiyuan è anche un importante centro di lancio di missili balistici intercontinentali e di sperimentazione di missili balistici lanciati da sottomarini.
Il sito ha un sofisticato centro tecnico e centro di controllo e di comando missione. È raggiungibile  con due ferrovie che lo collegano alla ferrovia Ningwu-Kelan.